# کپسوت
کپسوت (به ترکی استانبولی: Kepsut) یک منطقهٔ مسکونی در ترکیه است که در استان بالیکسیر واقع شده‌است.